# 왕쉐빙
왕쉐빙(왕학병, 중국어 간체자: 王学兵, 정체자: 王學兵, 1971년 9월 6일 ~ )은 중화인민공화국의 남성 배우이다.

## 출연 작품

### 영화
- 2002년 《사랑해》
- 2007년 《명운호규전이》
- 2010년 《월광보합》
- 2011년 《삼국지 : 명장 관우》
- 2011년 《장애정진행도저》
- 2012년 《청풍자》 : 곽흥중 역
- 2014년 《일개작자》
- 2014년 《백일염화》
- 2014년 《북경애정고사》
- 2014년 《완미가처168》
- 2014년 《백발마녀전 : 명월천국》
- 2014년 《로수홍안》
- 2021년 《엔드게임: 나는 킬러다》

### 드라마
- 2009년 《경성지련》 - 탕이위안 역
- 2011년 《대진제국 2012》 - 백기 역
- 2013년 《용문표국》 - 채이두 역